# Henry Johnsson
Henry Senov Johnsson, född 3 mars 1889 i Kalmar, död 13 februari 1976 i Farsta, var en svensk journalist.
Henry Johnsson blev filosofie kandidat 1912. Han var redaktionssekreterare i Östgöta Correspondenten 1923–1929, chefredaktör för Upsala 1920–1933, för Sundsvalls-Posten 1933–1940 och för Borås Tidning samt dess landsbygds- och varannandagsupplaga Westgöten från 1940. Johnsson, som var en av högerpressens mest uppskattade skribenter, tillhörde ledningen för ett flertal sammanslutningar inom tidningsvärlden samt inom högerns organisationer i Borås och Älvsborgs län.